# 芳武茂介
芳武 茂介（よしたけ もすけ、1909年（明治42年）11月12日 - 1993年（平成5年）8月3日）は、日本のクラフトデザイナー。現在の山形県南陽市出身。

## 経歴
1935年、東京美術学校（のちの東京芸術大学）を卒業後、商工省工芸指導所に勤務。
1941年、第4回新文展に「飛鳥置物」を出品して特選を受賞。1945年には日本陸軍向けの囮飛行機の開発に参加した。
1956年、ガラス工芸の佐藤潤四郎らと日本デザイナークラフトマン協会を設立した。1961年、工業技術院産業工芸試験所意匠第二部長を退官、デザイン事務所東京クラフトを設立し、武蔵野美術大学教授に就任。1974年、国井喜太郎賞を受賞。1976年、鋳鉄による皿、鍋で芸術選奨文部大臣賞を受賞、1980年、勲四等旭日小綬章を受勲。1993年、叙・正五位。

## 参考資料
外部リンク
- 生涯をかけて〝暮らしに必要なモノ〟を問い続けた、芳武茂介。
- 「見る工芸」ではなく「使う工芸」を考えた芳武茂介に学ぶ。
- この師ありてこそ　田島賢亮（3）　芳武茂介
- 戦後のクラフトデザインを牽引  岡部信幸　 山形新聞
- 鋳心ノ工房　芳武茂介コレクション

著作
- 「焼もの塗もの金もの 暮しのデザインを求めて」相模書房
- 「北欧デザイン紀行」相模書房
- 「用のかたち用の美 芳武茂介クラフトデザイン作品集」講談社